# Baião, Brasilien
Baião är en ort i Brasilien.   Den ligger i kommunen Baião och delstaten Pará, i den nordöstra delen av landet, 1 500 kilometer norr om huvudstaden Brasília. Baião ligger 31 meter över havet och antalet invånare är 12 316.
Terrängen runt Baião är platt, och sluttar västerut. Runt Baião är det glesbefolkat, med 16 invånare per kvadratkilometer.. Det finns inga andra samhällen i närheten.
I omgivningarna runt Baião växer i huvudsak städsegrön lövskog.